# Guess Who (Itzy)
Guess Who (stilizzato GUE?? WHO) è il quarto EP del girl group sudcoreano Itzy, pubblicato nel 2021.

## Tracce
1. In the Morning (마.피.아. In the morning; Ma.pi.a. in the Morning) – 2:52
2. Sorry Not Sorry – 3:09
3. Kidding Me – 3:33
4. Wild Wild West – 3:23
5. Shoot! – 2:19
6. Tennis (0:0) – 3:39